# Gaëlle Borgia
Pour les articles homonymes, voir Borgia (homonymie).
Gaëlle Borgia (née à Lyon le 22 novembre 1984) est une journaliste opérant à Madagascar pour le compte de plusieurs médias internationaux, comme France 24, TV5 Monde ou Arte. Elle a été récompensée du Prix Pulitzer 2020 avec plusieurs journalistes du New York Times pour son article sur l'ingérence Russe à Madagascar.

## Reportages
- 2021 : Madagascar : des usines à trolls s'invitent avec Facebook dans l'arène politique[2]
- 2021 : Lingots d’or à Madagascar[3]
- 2019 : How Russia Meddles Abroad for Profit: Cash, Trolls and a Cult Leader[4]

## Prix et distinctions
- 2020 : Prix Pulitzer[1]
- 2021 : Prix François Chalais[5]
- 2022 : Prix One World Media[6]
- 2023 : Prix Rory Peck Awards[7]